# 尻の美しいウェヌス

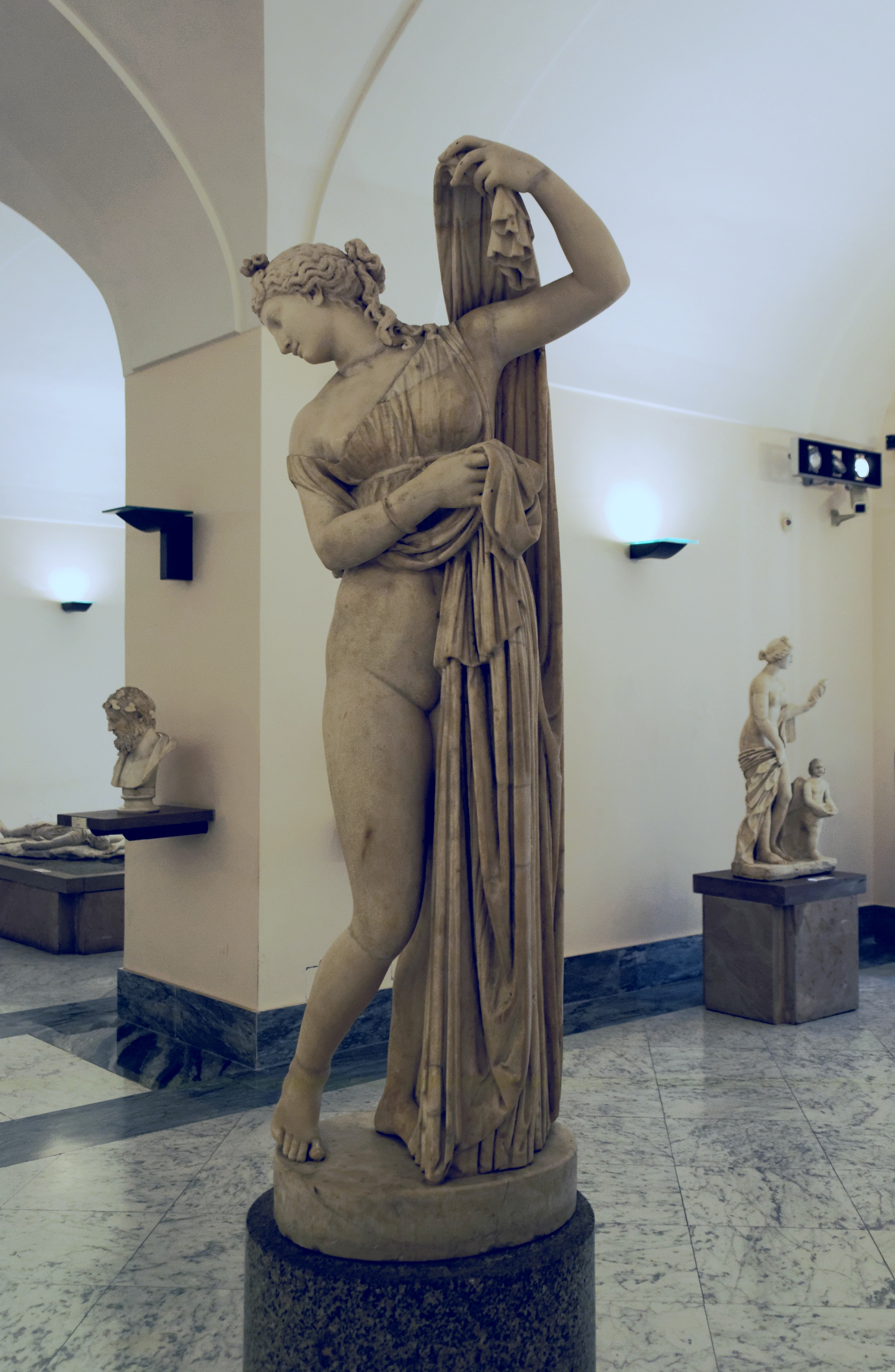
正面。

『尻の美しいウェヌス』（しりのうつくしいウェヌス、英語: Venus Callipyge, Callipygian Venusなど）は、古代ローマの大理石の彫像。オリジナルは古代ギリシアのもので、これはその複製であると考えられている。ひだのある服を部分的につけている女性を描写しているが、アナシルマ（スカートなどをたくし上げるジェスチャー）の例として、彼女が腰と臀部をあらわにするために、つけている薄いペプロスを持ち上げ、肩ごしにふり返り見下ろしているのは、もしかしたら腰と臀部の美しさを評価するためかもしれない。これは一般的にウェヌス像とされているが、女神ではなく人間の女性像である可能性もある。別名アプロディーテー・カッリピュゴス (Aphrodite Kallipygos, 古希: Ἀφροδίτη Καλλίπυγος)とも呼ばれ、どの呼称も尻の美しいウェヌスあるいはアプロディーテーの意。
この現存する大理石像は紀元前1世紀後半にさかのぼる。元となった失われたギリシアのオリジナルは青銅製であって、かつ紀元前300年ころ、ヘレニズム初期に制作されたと考えられている。複製であるこの大理石像の出所は未詳であるが、頭部を欠いたまま近世になって発見され、頭部は16世紀に復元され、18世紀に再度復元された（18世紀の復元の際は、16世紀の修復にかなり従った）。修復された頭部は、肩ごしにふり返らされて、彫像の裸の尻にさらなる注意をひきつけ、その人気の一因となった。17世紀と18世紀に彫像はウェヌスと同定され、アテナイオスによってその『食卓の賢人たち』において議論されたシラクーザのアプロディーテー・カッリピュゴスの神殿と関連づけられた。この彫像はいくたびも再複製され、その中にはジャン＝ジャック・クレリオンやフランソワ・バロワによるものも含まれている。

## 歴史
この大理石で作られた『尻の美しいウェヌス』（以下、ウェヌス）は現在ナポリ国立考古学博物館に所蔵されているが、その起源は紀元前1世紀後半、古代ローマにさかのぼる。これはより古い古代ギリシアの、おそらくは青銅の彫像の複製あるいは翻案的作品であると見なされている。この失われたオリジナルは、ヘレニズム期の初期、紀元前300年ころに制作されたと考えられている。その彫刻者と出所はわかっていない。これは、少なくとも16世紀までにローマにおいて、頭部を欠いたまま発見された。この作品はネロのドムス・アウレアの廃墟で見つかったと言われているが、そこで発見された断片がウェヌスのような高品質の美術作品の証拠を含まないため、この可能性はありそうもない。
欠けた頭部は16世紀に再び組み立てられた。より徹底的な再組立は、18世紀後半にイタリアのカルロ・アルバチーニによって請け負われた。修復者らは像をふりかえらせ肩ごしに自分の尻を見させるように決断したが、この選択は後の作品の解釈に重要な影響を与えた。この彫像はファルネーゼ家によって取得され、1594年までにはパラッツォ・ファルネーゼに在った。これは、その世紀のより初期に訪問者らによって宮殿にあると評されたウェヌスであった可能性がある。ウェヌスは17世紀には宮殿の「哲学者らの部屋」("Sala dei Filosophi")に、18の古代哲学者の彫像に取り囲まれて立っていたことが知られている。1731年にファルネーゼ所有地はカルロス3世に相続されたが、カルロス3世はこのウェヌスを含む大理石彫像のいくつかを、テヴェレ川を越えてヴィラ・ファルネジーナに移動させた。
1786年、ブルボン家の人々はウェヌス・カッリピュゴスをファルネーゼ・コレクションの残りとともに、ナポリに移動させる決心をした。しかしながら、最初はカルロ・アルバチーニによって修復されるべく送られた。彫像の特徴のいくつかに対する同時代の批評に応えて、アルバチーニは、頭部、両腕および片脚を置き換えた。彼は、人物像を肩ごしにふり返らせることにおいてかなり忠実に先立つ修復に従った。1792年までに彫像は、ナポリのカポディモンテ美術館にあり、そして1802年までに学術美術館 (Museo degli Studi)、現ナポリ国立考古学博物館に移されて今にいたる。

## 解釈
修復者らによる人物像に後ろをふり返らせるという決断は、その後の諸解釈に大きく影響し、メアリー・ベアードとJ.G.W.ヘンダーソンがそれを、「破片のかわりに『傑作』を創造した」と評したほどである。修復された彫像のポーズは、裸の尻にさらなる注意をひきつけ、人物像に明白にエロチックな様相を与えた。像は見る者の心に、アテナイオスの『食卓の賢人たち』に記録された、自分たちのどちらがより美しい尻をしているか決めようとした2人の少女の物語を思い出させた。
当時の人々はあまりに官能的な悦びに愛着を抱いていたので、彼らは『尻の美しいアフロディーテ』に神殿を捧げるほどであったが、それは次のような理由による。むかしある農夫に美しい娘が二人いた。ある日、娘たちはどちらの尻がより美しいか口論になり、公道に出た。そこに偶然、一人の若者が通りかかった。若者は裕福な老人の息子であった。二人が身体を若者に示すと、若者は二人を見て姉の方が美しいと判断した。若者は姉の方に魅惑され、町に戻ると恋の病で寝込んでしまい、弟に一部始終を語った。そこで弟もまた田舎に行くと、娘たちを見て妹の方と恋に落ちた。そのため兄弟の父が彼らに上流階級の誰かと結婚させようとしたとき、息子たちを説得することができず、その父は娘たちの父親の許しを得て、娘たちを田舎から連れて来て息子たちと結婚させた。この娘たちは市民から、尻が美しいと呼ばれた。メガロポリスのケルキダスは、そのイアンボス詩で言っている、『シラクーザには尻の美しい少女 (kallipygon zeugos)たちがいた』と。娘たちは裕福になり、アフロディーテの神殿を建て、アフロディーテを『尻美しき神』(Kallipygon)と呼んだ。

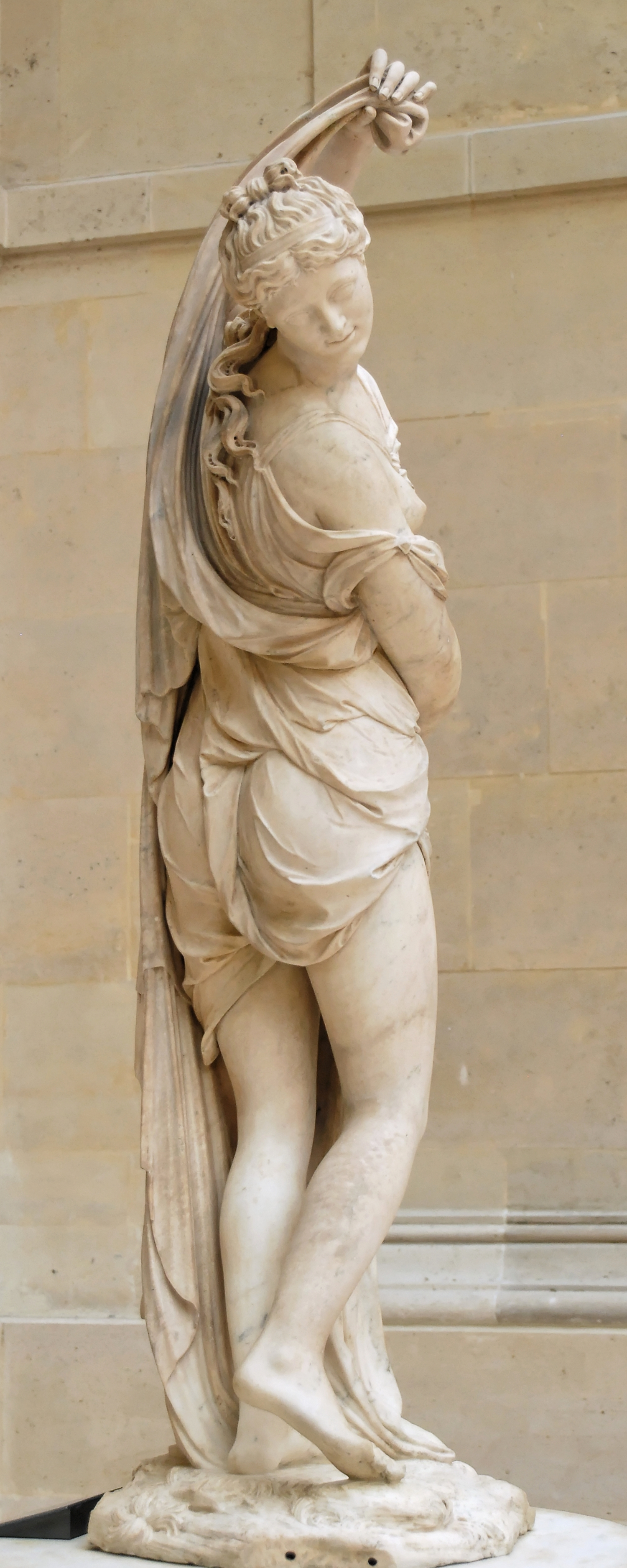
『尻の美しいウェヌス』　1683年 - 1686年　フランソワ・バロワ　ルーヴル美術館所蔵

この話は、16世紀の学者ヴィンチェンツォ・カルタリの著書"Le Imagini"に採録されて流布した。シラクーザに女神アフロディーテを尻美しき神とする宗教的礼賛があったことは、キリスト教の神学者アレクサンドリアのクレメンスが書き記している異教のエロチックな表現の一覧表においてみることができる。クレメンスは、詩人コロポンのニカンドロスを引用し、ニカンドロスが用いた別名kalligloutos（美しい尻をもった）をふんだんに用いている。
17世紀から18世紀の見物者は、主題をその女神と同定し、そして作品はウェヌスを礼賛する偶像であると考えた。なぜならば、水浴から出るところのウェヌスは当時頻繁に描かれていたからである。一方、像はアテナイオスの物語にある少女たちのうちの一人とも同定されたので、「美しい女勝利者」(La Belle Victorieuse)あるいは「ギリシアの女羊飼い」(La Bergère Grecque)とも呼ばれた。

## 近代の複製
ジャン＝ジャック・クレリオンによって1686年複製された大理石像はヴェルサイユに送られた。
また、フランソワ・バロワが1683年から1686年における在ローマ・フランス・アカデミー滞在中にも別の複製が作られた。これはヴェルサイユ宮殿に、さらに1695年にマルリー＝ル＝ロワに送られたが、そこで性的な描写を嫌がる人々の好みに合わせるため、ジャン・ティエリによってひだのある衣服が追加された。その後、フランス革命までマルリー＝ル＝ロワにとどまり、革命の際にはテュイルリー庭園になんとか避難した。かつて庭園に展示されていたその場所には現在別の像がおかれ、本物はルーブル美術館の屋内に移されている（右写真）。
アウグスト2世は複製を注文し、1722年から1723年までピエール・ド・レスタッシュによってドレスデンのグローセル・ガルテンのために製作された。しかしながら、それは1945年に破壊された。

## 近代における受容
19世紀におけるこの像をウェヌスと同一視する見方は、フランスのソングライターであるジョルジュ・ブラッサンスによる歌"Vénus Callipyge"により再び一般に広まった。しかしこれは、ジャン・ド・ラ・フォンテーヌの遺作である"Conte Tiré d'Athénée" (「アテナイオスによる話」の意）という詩を明らかに参照しているように思われ、フォンテーヌの詩はさらにアテナイオスの著作に直接由来している。